# Matucana krahnii
Matucana krahnii là một loài thực vật có hoa trong họ Cactaceae. Loài này được (Donald) Bregmann mô tả khoa học đầu tiên năm 1986.

## Hình ảnh

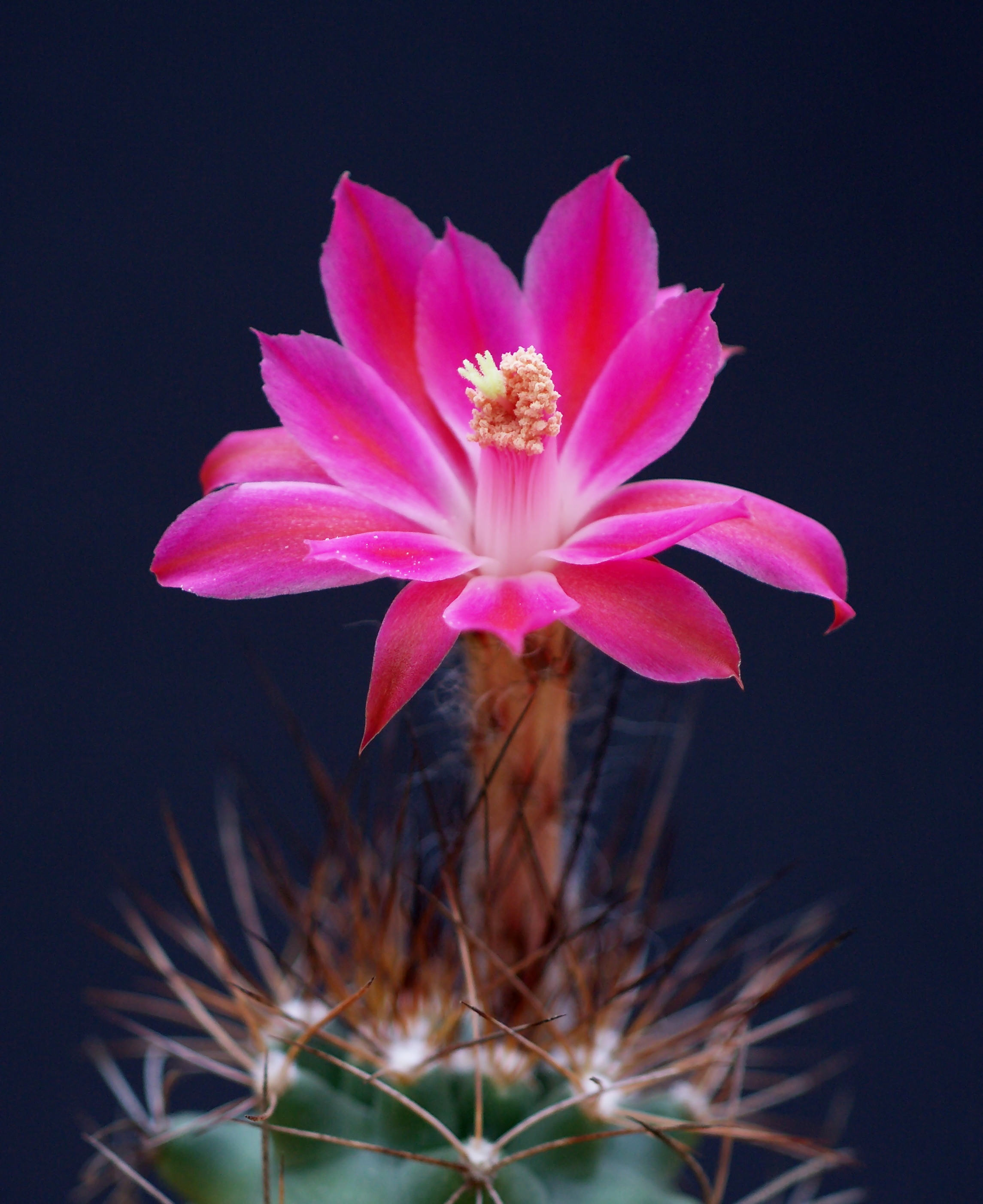